# Gabriela Potorac
Gabriela Potorac (n. 6 februarie 1973, Bacău, România) este o gimnastă română, dublu laureată cu argint olimpic la Seul 1988.